# Alessandro Zanardi
Alessandro Zanardi dit aussi Alex Zanardi, né le 23 octobre 1966 à Bologne, est un pilote automobile italien, devenu coureur cycliste handisport.

## Biographie

### Débuts en sport automobile
Alex débute en karting en 1980 et sera présent dans cette discipline jusqu'en 1987. Il passe ensuite à la Formule 3 italienne et se distingue notamment en remportant une compétition européenne au Mans en 1989. Il court ensuite en F3000 internationale, où il obtient quelques succès, ainsi qu'une place de vice-champion en 1991.

### Débuts en Formule 1
Alex débute en Formule 1 fin 1991 chez Jordan, en remplacement de Roberto Moreno. Sans volant de titulaire en 1992, il est appelé par l'écurie Minardi à la mi-saison en remplacement de Christian Fittipaldi, blessé. En fin d'année, il effectue des essais privés pour le compte de l'écurie Benetton, mais signe finalement chez Lotus pour la saison 1993. Au sein d'une équipe incapable de jouer les premiers rôles, Zanardi marque au Brésil ce qui sera le premier et unique point de sa carrière en Formule 1. Victime d'un grave accident sur le circuit de Spa-Francorchamps, il doit même mettre un terme prématuré à sa saison. Ironie du sort, c'est l'accident de son remplaçant Pedro Lamy qui lui permet de récupérer son volant chez Lotus au printemps 1994. Mais à la fin d'année, alors que l'écurie Lotus doit fermer ses portes, et sans autre proposition en F1, Alex se doit de donner une nouvelle orientation à sa carrière.

### Gloire en GT et CART
Après une brève expérience en 1995 dans les courses de GT, Alex part tenter sa chance aux États-Unis. En 1996, il intègre le championnat CART au sein de l'écurie Chip Ganassi Racing. Après un temps d'adaptation aux subtilités de cette nouvelle forme de compétition automobile, notamment aux circuits ovales, Alex termine la saison en trombe avec trois victoires. Puis, en 1997 et 1998, il s'affirme comme le véritable patron de la discipline, accumulant 12 victoires et deux titres consécutifs de champion.

### Retour manqué en Formule 1

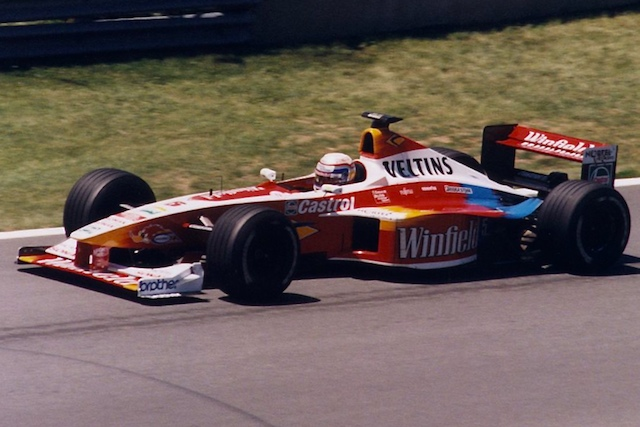
Alex Zanardi sur la Williams-Supertec lors du Grand Prix du Canada 1999

La domination de Zanardi en CART ne tarde pas à faire à nouveau parler de lui en Europe. En 1999, il effectue ainsi son grand retour en Formule 1 au sein de l'écurie Williams. Mais ce retour est un énorme échec pour Zanardi, qui ne marque pas le moindre point tandis que son coéquipier Ralf Schumacher cumule les places d'honneur. Malgré un contrat de deux années, Zanardi est remercié à l'issue de sa première saison chez Williams.

### Retour en CART et dramatique accident
Après une année sabbatique, Zanardi retourne en CART en 2001, au sein de l'écurie de Mo Nunn (en), qui était son ingénieur au Chip Ganassi Racing lors de ses grandes années. Peu concluant d'un point de vue sportif, ce retour s'achève le 15 septembre par un effroyable accident sur l’ovale du Lausitzring, en Allemagne. Après avoir perdu le contrôle de sa monoplace en sortant des stands, Zanardi se retrouve ralenti au beau milieu de la piste offrant le flanc de sa monoplace au concurrent suivant. Il est percuté latéralement de plein fouet par la voiture d'Alexandre Tagliani lancée à 320 km/h. Sous la violence de l'énorme impact la voiture de Zanardi est complètement disloquée dans toute sa partie avant. Ses deux jambes broyées et perdant beaucoup de sang à même la piste, Zanardi est évacué par hélicoptère et doit être amputé à hauteur des genoux : « Lorsque je me suis réveillé, ma femme Daniela était à mes côtés et m'a annoncé que je n'avais plus de jambes. Croyez-le ou non, pour moi, c'était une belle journée. J'étais en vie. Si avant mon accident j'avais croisé quelqu'un sans jambes, j'aurais dit “mieux vaut être mort qu'amputé”. Maintenant que j'ai perdu mes jambes, je réalise que l'essentiel est ailleurs. »
Il en faut pourtant plus pour mettre un terme définitif à la carrière de Zanardi. En 2003, le CART l'invite à reprendre le volant de sa monoplace, spécialement adaptée à son handicap, sur le Lausitzring, pour parcourir symboliquement les treize tours manquants de la course du 15 septembre 2001 : Alex signe un temps qui lui aurait permis de s'élancer en cinquième position sur la grille de départ de la course du week-end. Cette expérience probante l'incite à reprendre la compétition.

### WTCC

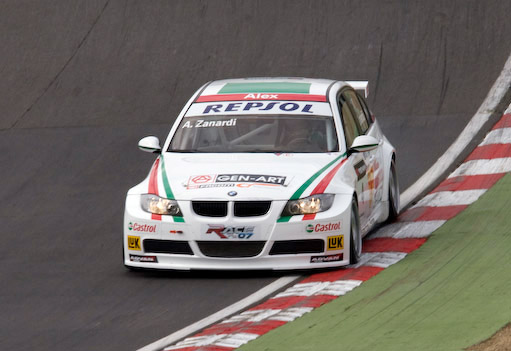
Alex Zanardi en 2008 à Brands Hatch lors d'une épreuve de WTCC.

En 2004, Zanardi est engagé par BMW Italie pour participer au championnat d’Europe des voitures de tourisme, qui devient l'année suivante le Championnat du monde des voitures de tourisme. En 2005, avec une voiture spécialement équipée, il remporte à Oschersleben une manche du championnat, et il s'impose en fin de saison en Championnat d'Italie de Supertourisme. En 2006, il gagne à Istanbul sa seconde victoire en WTCC. Un an plus tard, le circuit de Brno est le théâtre de sa troisième victoire. Fin 2009, il annonce la fin de son contrat avec BMW et aussi de sa carrière. En cinq saisons, il remporte donc quatre victoires, son style toujours agressif en piste faisant des ravages et lui causant de solides inimitiés.

### Fin de carrière en sport automobile
En novembre 2006, il devient le premier amputé des deux jambes à prendre le volant d'une Formule 1, une BMW Sauber spécialement adaptée à son handicap par l'écurie germano-suisse.
Depuis 2004, il a sa propre ligne de châssis de karting, fabriqués par la grande marque italienne CRG. Ses châssis sont engagés au plus haut niveau en compétition. Il devient notamment champion du monde en 2010 et en 2011 grâce au jeune espoir néerlandais Nyck de Vries.

### Reconversion en cyclisme handisport
Le 4 novembre 2007, il participe au marathon de New York en catégorie handisport. Malgré son manque de préparation, il termine quatrième. Il finit ensuite premier du marathon de Venise en 2008. En novembre 2011, il remporte le marathon de New York dans la catégorie « vélos à main ». Bouclant le parcours en 1 h 13 min 58 s, il devance le deuxième de deux secondes.
D'une manière générale, beaucoup d'observateurs louent à juste titre le courage dont Zanardi fait preuve depuis son accident, et son aptitude à prendre les choses avec philosophie et bonne humeur. Lors de son apparition télévisée au Late Show with David Letterman, il donne l'image d'un homme éminemment sympathique et souriant, revenant même sur son accident avec un certain humour et n'hésitant pas à divertir le public en « jouant » avec ses prothèses de jambes.
Aux Jeux paralympiques d'été de 2012 à Londres, il remporte la médaille d'or en cyclisme contre-la-montre individuel et en course en ligne dans la catégorie H4,. Il est à nouveau sacré, en catégorie H5 cette fois, aux Jeux paralympiques d'été de 2016, à Rio.

### Nouvel accident grave en juin 2020
Le 19 juin 2020, il est victime d'un grave accident lors d'une manifestation sportive non compétitive de handbike en marge de l'une des étapes de la course Obiettivo Tricolore sur la route nationale 146 près de Sienne. Après avoir violemment percuté un camion alors qu'il roulait sur son handbike, Alex Zanardi a été transféré à l'hôpital de Sienne dans un état très grave, avec de multiples blessures à la tête : trauma crano-facial important avec un enfoncement facial et une fracture enfoncée des os frontaux. La direction sanitaire de l'Azienda ospedaliero-universitaria Senese déclare qu'il a subi une intervention neurochirurgicale et maxillo-faciale délicate de trois heures et qu'il est placé sous respirateur artificiel, son cadre neurologique restant grave.
Le 30 juin, Zanardi subit une seconde opération à l'hôpital de Sienne, son pronostic restant réservé. Plus de deux semaines après son accident, Zanardi subit une nouvelle intervention chirurgicale de reconstruction maxillo-faciale et une opération visant à renforcer son crâne fracturé ; son état reste grave sur le plan neurologique mais stable sur le plan cardio-respiratoire.
Le 21 juillet, Valtere Giovannini, directeur général de l'hôpital de Sienne annonce sa sortie du coma et son transfert vers le centre de rééducation neurologique Villa Beretta à Costa Masnaga, structure dépendant de l'Ospedale Valduce de Côme.
Trois jours plus tard, Zanardi est à nouveau hospitalisé en soins intensifs, à l'Ospedale San Raffaele de Milan, à la suite d'une détérioration de son état de santé. Le 28 juillet, l'hôpital San Raffaelle explique avoir effectué une nouvelle procédure neurochirurgicale délicate en vue de traiter certaines complications tardives de sa blessure initiale à la tête et confirme que Zanardi est dans un état stable après cette quatrième opération. Le 20 août, l'hôpital San Raffaelle annonce que son état s'améliore : « Après une période durant laquelle il a été placé en soins intensifs après son hospitalisation le 24 juillet, le patient a répondu avec de clairs progrès. Pour cette raison, il est assisté et traité avec un soin semi-intensif dans l'unité de neuro-réanimation dirigée par le professeur Luigi Beretta. »
Fin novembre, l'hôpital San Raffaelle annonce que son état est désormais compatible pour un transfert à l'hôpital de Padoue, près de son domicile. Fin décembre, le Corriere della Sera rapporte que Zanardi réagit désormais à certains stimuli extérieurs en bougeant sa main après avoir retrouvé l'audition et la vue. En janvier 2021, la neuropsychologue Federica Alemanno de l'hôpital San Rafaele confirme que Zanardi a commencé à communiquer avec sa famille.
En juillet 2021, Daniela Zanardi, son épouse, revient sur les progrès réalisés par le champion au cours de l'année : « Cela a été un processus très complexe qui a exigé davantage d'interventions neurochirurgicales et s'est caractérisé par des retours en arrière. Alex est dans un état stable, ce qui signifie qu'il est à même de suivre des programmes pour son cerveau comme pour son corps. Il peut communiquer avec nous mais il n'arrive toujours pas à parler. Après une longue période de coma, les cordes vocales doivent regagner leur élasticité. Cela ne s'acquiert qu'avec la pratique et les soins. Il a toujours beaucoup de force dans ses bras et ses mains et s'entraîne activement sur le matériel mis à sa disposition. » En décembre 2021, Daniela Zanardi révèle que son époux a quitté l'hôpital depuis quelques semaines.
En août 2022, Zanardi est contraint de rejoindre une clinique de Vicence après que sa villa de Noventa Padovana, a pris feu ; l'incendie, causé par un défaut du système de panneaux solaires, a endommagé les machines de santé dont dépend Zanardi.

## Résultats en championnat du monde de Formule 1
| Saison | Écurie            | Châssis  | Moteur          | Pneus       | GP disputés | Points inscrits | Classement |
| ------ | ----------------- | -------- | --------------- | ----------- | ----------- | --------------- | ---------- |
| 1991   | Team 7Up Jordan   | 191      | Cosworth V8     | Goodyear    | 3           | 0               | n.c.       |
| 1992   | Minardi F1 Team   | M192     | Lamborghini V12 | Goodyear    | 1           | 0               | n.c.       |
| 1993   | Team Lotus        | 107B     | Cosworth V8     | Goodyear    | 11          | 1               | 20e        |
| 1994   | Team Lotus        | 107C 109 | Mugen-Honda V10 | Goodyear    | 10          | 0               | n.c.       |
| 1999   | Winfield Williams | FW21     | Supertec V10    | Bridgestone | 16          | 0               | n.c.       |

## Palmarès aux Jeux paralympiques
- Champion paralympique en 2012 (contre-la-montre individuel)
- Champion paralympique en 2012 (course en ligne)
- Champion paralympique en 2016 (course en ligne)
- Champion paralympique en 2016 (course en ligne relais par équipe)
- Vice-champion paralympique en 2012 (course en ligne relais par équipe)
- Vice-champion paralympique en 2016 (contre-la-montre sur route)

## Honneur
L'astéroïde (22517) Alexzanardi est nommé en son honneur.